# Landratsbezirk Offenbach
Der Landratsbezirk Offenbach war ein Landratsbezirk in der Provinz Starkenburg des Großherzogtums Hessen mit Sitz in Offenbach. 1823 gegründet ging er 1832 im Kreis Offenbach auf.

## Geschichte

### Entstehung
Im Zuge der Verwaltungsreform von 1820 bis 1823 im Großherzogtum wurden auch auf unterer Ebene Rechtsprechung und Verwaltung getrennt und die Aufgaben der überkommenen Ämter in Landratsbezirken (zuständig für die Verwaltung) und Landgerichten (zuständig für die Rechtsprechung) neu organisiert. Der Landratsbezirk Offenbach entstand dabei aus Gebieten die den Fürsten und Grafen von Isenburg gehörten und in denen sie einen Teil der Hoheitsrechte innehatten. Der Staat war hier nur begrenzt handlungsfähig. Während so in den Gebieten des Großherzogtums, in denen solche, dem staatlichen Gewaltmonopol entgegenstehenden, Rechte des Adels nicht existierten, die Reform 1821 durchgeführt werden konnte, dauerte es bis 1823, bevor der Landratsbezirk Offenbach entstand. Gebildet wurde er aus
- dem Amt Offenbach (Fürst von Isenburg-Birstein) und
- dem Amt Dreieichenhain[Anm. 1] (Graf von Isenburg-Philippseich).

Der Bezirk bestand so aus fünf Orten der Grafschaft Isenburg-Birstein und aus den fünf der Grafschaft Isenburg-Philippseich.
Das durch die Trennung von Verwaltung und Rechtsprechung jetzt erforderliche Gericht erster Instanz in dem Bereich, der den Landratsbezirk Offenbach umfasste, wurde als Landgericht Offenbach eingerichtet.

### Auflösung
In der Gebietsreform 1832 wurden die Landratsbezirke aufgelöst und zu größeren Kreisen zusammengelegt. Deren Zuschnitt wurde mit einer weiteren Verordnung festgelegt. Der Landratsbezirk Offenbach ging dabei gemeinsam mit dem Landratsbezirk Seligenstadt und Teilen des Landratsbezirks Langen in dem neuen Kreis Offenbach auf.

## Innere Organisation
Der Landratsbezirk war in 9 Bürgermeistereien eingeteilt, die dem Landrat unterstanden. Dabei wurden mehrere kleinere Ortschaften häufig durch eine Bürgermeisterei verwaltet. Seit 1822 konnten die Hessischen Gemeinden ihre Bürgermeister selbst wählen und es wurden keine Schultheiße mehr eingesetzt. Die Bürgermeistereien im Landratsbezirk Offenbach waren:
1. Bürgel
2. Götzenhain
3. Hain mit Philippseich
4. Münster
5. Neu-Isenburg
6. Offenbach mit dem Wildhof
7. Offenthal
8. Sprendlingen mit der Gehespitz
9. Urberach

## Parallele Fachverwaltungen

### Finanzen
Für die Einnahmen aus Staatseigentum (den sogenannten Domanialen) gab es die Rentämter. Für den Bezirk war das Rentamt Seligenstadt zuständig.
Davon getrennt war die Steuerverwaltung. Für den Landratsbezirk war der  Distrikteinnehmerei Offenbach zuständig, die alle Orte umfasste und zur Obereinehmerei Darmstadt gehörte.
Die Orte des Bezirks gehörten zu zwei Hauptzollämtern. Das Hauptzollamt Offenbach war zuständig für die Orte Offenbach, Bürge und Wildhof. Während das Hauptzollamt Neuisenburg für die Orte Götzenhain, Hain, Münster, Neuisenburg, Offenthal, Philippseich, Sprendlingen, Urberach, Gehespitz und Neuhof zuständig war. Auf der Mainbrücke in Offenbach waren ein Grenznebenzollamt II. Classe und ein Anmeldungsposten stationiert.

### Forst
Die Orte des Landratsbezirks waren verschiedenen Forsten und Forstrevieren zugeteilt. Die Orte Münster und Urberach dem Forstrevier Messel des Forsts Darmstadt. Die Orte Bürgel und Offenbach dem Forstrevier Steinheim des Forsts Seligenstadt.  Während die Orte Götzenhain, Hain, Neuisenburg, Offenthal, Philippseich und Sprendlingen zu keinem Forstrevier gehörten.

### Kirche
Die Kirchverwaltung im Bezirk bestand aus dem lutherischen Inspektorat Langen, dem die Pfarreien Götzenhain, Hain, Offenbach, Offenhal und Sprendlingen mit Neuisenburg angehörten. Dem reformirten Inspektorat Offenbach waren die Pfarreien Neuisenburg, die deutsch-reformierte Gemeinde Offenbach, die französisch-reformierte Gemeinde Offenbach, Philippseich mit Hain. Die katholische Pfarrei Bürgel unterstand dem Rodgauer Landkapitel und die Pfarrei Münster gehörte zum Dieburger Landkapitel, während die katholische Pfarrei Offenbach keinem Landkapitel zugeteilt war. Der Ort Urberach war eine Filiale der katholischen Pfarrei Oberroden. - »Die Kirchen und Schulsachen werden von dem Fürstl. Isenburgischen Consistorium zu Offenbach unmittelbar besorgt«.

## Historische Beschreibung
Die Statistisch-topographisch-historische Beschreibung des Großherzogthums Hessen berichtet 1829 über den Landratsbezirk Offenbach:
Lage und Grenzen werden beschrieben als: „Der Bezirk bildet kein geschlossens Ganze, indem der Ort Münster durch den Bezirk Langen von dem Hauptdestandtheil getrennt ist; innerhalb des Bezirks liegt der zum Bezirk Seligenstadt gehörige Hof Gräfenbruch. Der Bezirk liegt zwischen dem 40° 58′ und 50° 8′ nördlicher Breite, und zwischen dem 26° 18 und 26° 29 östlicher Länge. Die Grenzen sind gegen Norden: das Gebiet der freien Stadt Frankfurt und der Main; gegen Osten: die Bezirke Seligenstadt und Langen; gegen Süden und Westen: der Bezirk Langen.“
Die Natürliche Beschaffenheit als: „a) Oberfläche und Boden: Die westliche Seite von Sprendlingen bis nach Offenbach ist eben; der östliche Theil hingegen besteht aus sanften Anhöhen, von welchen der an der östlichen Grenze gelegene Hexenberg, 899 Hess. Fuß (0,25 m) über der Meeresfläche erhaben, der höchste Punkt ist. Der Boden auf der westlichen Seite ist sandig und an manchen Orten unfruchtbar. Schwerer und besser ist der Boden auf der andern Seite, und auf der nördlichen Seite ist die Erde oft sehr kalkhaltig. b) Gewässer: 1) der Main; 2) die Gersprenz; 3) der Goldbach; 4) der Hengstbach.“
Die Bevölkerung als: „Diese beträgt 16,484 Seelen, unter diesen sind 6355 Lutheraner, 4355 Katholiken 3961, Reformirte und 1313 Juden, welche zusammen 2 Städte und 8 Dörfer, überhaupt 1645 Häuser bewohnen.“
Die Naturprodukte als: „456 Pferde, 20 Fohlen, 23 Bullen, 143 Ochsen, 2432 Kühe, 485 Rinder, 1600 Schweine, 1848 Schaafe, 92 Ziegen, 3 Esel. Etwas Waizen, Korn, Gerste, Spelz und Hafer; alle diese Früchte werden kaum hinreichend gebaut. Kartoffel, Flachs besonders viel zu Münster; Futterkräuter, etwas Mohn; viel Obst. Kugelbasalt bei Offenthal und Götzenhein; mächtige Kalksteinlager und Brüche bei Offenbach in der sogenannten Biegermark, schwaches Lager zwischen Götzenhain und Neuhof. Töpfer und Zieglerlehm.“
Gewerbe und Handel als: „Ackerbau, Viehzucht, Fabrik- und Manufakturwesen, Handwerke. Kein Bezirk hat so viele Fabriken, Manufakturen und städtische Gewerbe. Außer den unter dem Ort Offenbach bereits genannten Fabrik- und Manufaktur-Anstalten finden sich noch: eine Wachstuchfabrik zu Sprendlingen; Strumpfwebereien in Neuisenburg und Sprendlingen. Weit bekannt sind die Häfnereien von Urberach. Die Nähe von Frankfurt ist für den Absatz ökonomischer Produkte besonders günstig. Die meisten Fabrikerzeugnisse werden ausgeführt und zum Theil in die entferntesten Länder gebracht. Der Bezirk ist von folgenden Straßen durchschnitten: die Straße von Frankfurt nach Baiern geht durch Offenbach. Die Straße von Frankfurt nach Darmstadt zieht durch Neuisenburg und Sprendlingen. Sprendlingen steht vermittelst einer Straße unmittelbar mit Offenbach in Verbindung.“